# Щукины (купцы)

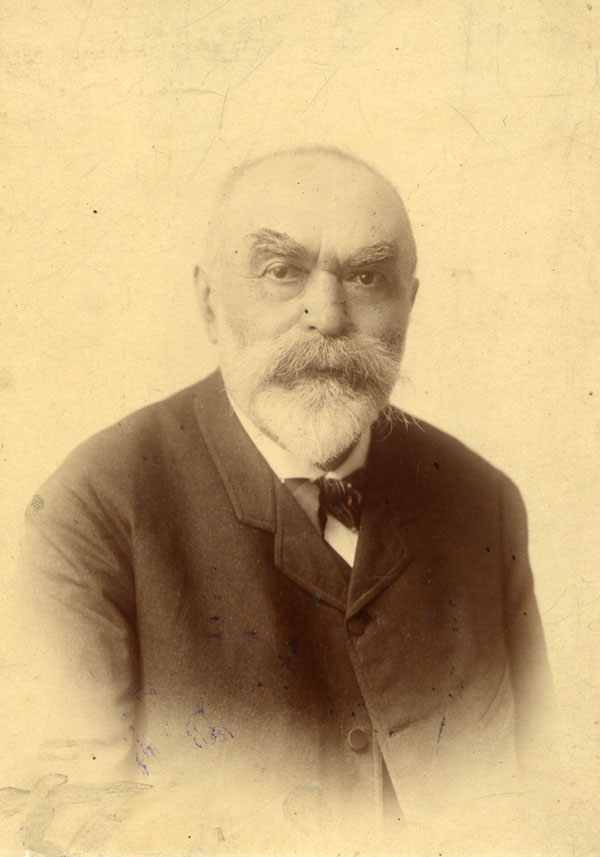
Иван Васильевич Щукин

Щукины — династия московских купцов, оптовых торговцев мануфактурным (текстильным) товаром.
Впервые Ивашко Иванов Щукин упоминается в писцовых книгах города Боровска в 1625 году.

К началу XIX века Щукины считались в г. Боровске среди первых богачей… И, конечно, только стихийное бедствие могло их вынудить к переселению; ураган 1812 года вырвал с места людей, так глубоко пустивших корни… Лишь часть семьи уцелела на месте, в Боровске. Одна из ветвей рода укрепилась в Москве. Это И. В. Щукин, богатый купец, издатель книги «Боровск»; и сыновья его П. И. и С. И. Щукины, известные московские меценаты. Родоначальники горбовской семьи Иван и Александр Петровичи Щукины, заглянув после 1812 года на своё пепелище, выезжают оттуда вторично и навсегда, они поселяются в ранее купленной Гжатской роще в Горбове
— Рыбникова М. А. Горбовская хроника. По архиву семьи Щукиных
В московских писцовых книгах, тем не менее, род Щукиных упоминается с 1787 года. Щукины были старообрядцами, но после 1812 года, постепенно перешли в православие. П. А. Бурышкин указывал, что в Москву первым переселился Пётр Щукин; его сын, Василий Петрович, продолжил дело.
1. Василий Петрович Щукин (ум. 1836), уроженец города Боровска Калужской губернии
  1. Иван Васильевич Щукин (1818—1890). Потомственный почётный гражданин, владелец Корневской бумаготкацкой мануфактуры. В 1838 году основал собственное торговое дело под фирмой «Иван Васильевич Щукин», которую в 1878 году преобразовал в Торговый дом «И. В. Щукин с сыновьями». Жена — Екатерина Петровна Боткина, дочь Петра Кононовича Боткина.
    1. Щукин, Николай Иванович (1851—1910). Потомственный почетный гражданин, директор правления «Товарищества Даниловской мануфактуры», коллекционер. Был женат на двоюродной сестре Елизавете Дмитриевне Боткиной (в первом браке Дункер).
    2. Щукин, Пётр Иванович (1853—1912) — коллекционер русского искусства. Автор воспоминаний. Имел особняк на М. Грузинской
    3. Щукин, Сергей Иванович (1854—1936) — Потомственный почётный гражданин, коммерции советник, купец 1-й гильдии, директор торгового дома «И. В. Щукин с Сыновьями», член Московского отделения Совета торговли и мануфактур, коллекционер западного искусства. Имел особняк по адресу Б. Знаменский пер., 8. Жена — Лидия Григорьевна Коренева; Надежда Афанасьевна Конюс
      1. Иван Сергеевич. Специалист по восточному искусству
      2. Григорий Сергеевич. Покончил с собой в молодости
      3. Сергей Сергеевич. Покончил с собой в молодости
      4. Екатерина Сергеевна
      5. Ирина Сергеевна

    4. Щукин, Дмитрий Иванович (1855—1932). Собирал старых мастеров. Имел особняк в Староконюшенном пер., 35.
    5. Щукин, Владимир Иванович (1867—1895). Потомственный почетный гражданин, пайщик торгового дома «И. В. Щукин с Сыновьями»
    6. Щукин, Иван Иванович (1869—1908). Жил в Париже, собирал книги и картины. Покончил с собой.